# Aeroportul Joensuu
Aeroportul Joensuu (IATA: JOE, ICAO: EFJO) este un aeroport din Liperi, Carelia de Nord, Regional State Administrative Agency for Eastern Finland⁠(d), Finlanda ce deservește zona Joensuu. Aeroportul a fost tranzitat în 2022 de 18.755 de pasageri. A fost numit după zona deservită.
Situat la o altitudine de 122 m, aeroportul dispune de 2 piste. Este operat de Finavia⁠(d).

## Infrastructură

### Piste
Aeroportul dispune de 2 piste. Pista 10/28 are suprafața de asfalt și dimensiunile 2.500 m × 52 m. Pista 17/35 are suprafața de asfalt și dimensiunile 1.200 m × 18 m. 